# Suore marianite di Santa Croce
Le Suore Marianite di Santa Croce (in inglese Marianites of Holy Cross) sono un istituto religioso femminile di diritto pontificio: i membri di questa congregazione pospongono al loro nome la sigla M.S.C.

## Storia
La congregazione venne fondata nel 1837 a Le Mans dal sacerdote francese Basile Moreau (1799-1873) come ramo femminile della Congregazione di Santa Croce: tra le prime postulanti, che si formarono nel noviziato delle Suore del Buon Pastore, era Léocadie Gascoin (1818-1900), ritenuta la cofondatrice dell'istituto.
Da due costole dell'istituto sono nate le congregazioni delle Suore della Santa Croce (nell'Indiana) e delle Suore della Santa Croce e dei Sette Dolori (in Québec).
Le Marianite di Santa Croce ottennero il pontificio decreto di lode il 19 febbraio del 1867: vennero approvate definitivamente dalla Santa Sede il 28 ottobre del 1885.

## Attività e diffusione
Le sorelle si dedicano all'educazione della gioventù e alla cura dei malati a domicilio.
Sono presenti in Francia, in Canada e negli Stati Uniti d'America: la sede generalizia è a New Orleans.
Al 31 dicembre 2005 l'istituto contava 220 religiose in 62 case.